# Гора Арсія
Arsia Mons — це найпівденніший з трьох вулканів (відомих під спільною назвою Tharsis Montes) у вулканічній провінції Tharsis неподалік від екватора планети Марс. На північ від нього розташований вулкан Pavonis Mons, а ще північніше — Ascraeus Mons. Найвища планетна гора і найвищий вулкан у Сонячній системі, Olympus Mons, розташований на північний захід від Arsia Mons. Назва вулкана походить від назви відповідної альбедо-деталі на карті, створеній астрономом Джованні Скіапареллі, яку він, у свою чергу, назвав на честь легендарного римського лісу Arsia Silva.

## Структура
Arsia Mons — це щитовий вулкан із порівняно низькими схилами та величезною кальдерою на вершині. Найпівденніший із трьох вулканів Tharsis Montes, він є єдиним великим вулканом регіону Tharsis на південь від екватора. 
В 2023 році орбітальний апарат NASA «Марс Одіссей» вперше в історії зафіксував панорамні види Марса, які демонструють вигнутий горизонт і шари атмосфери, а також вершину вулкану Arsia Mons, що підіймається над хмарами з водяного льоду.

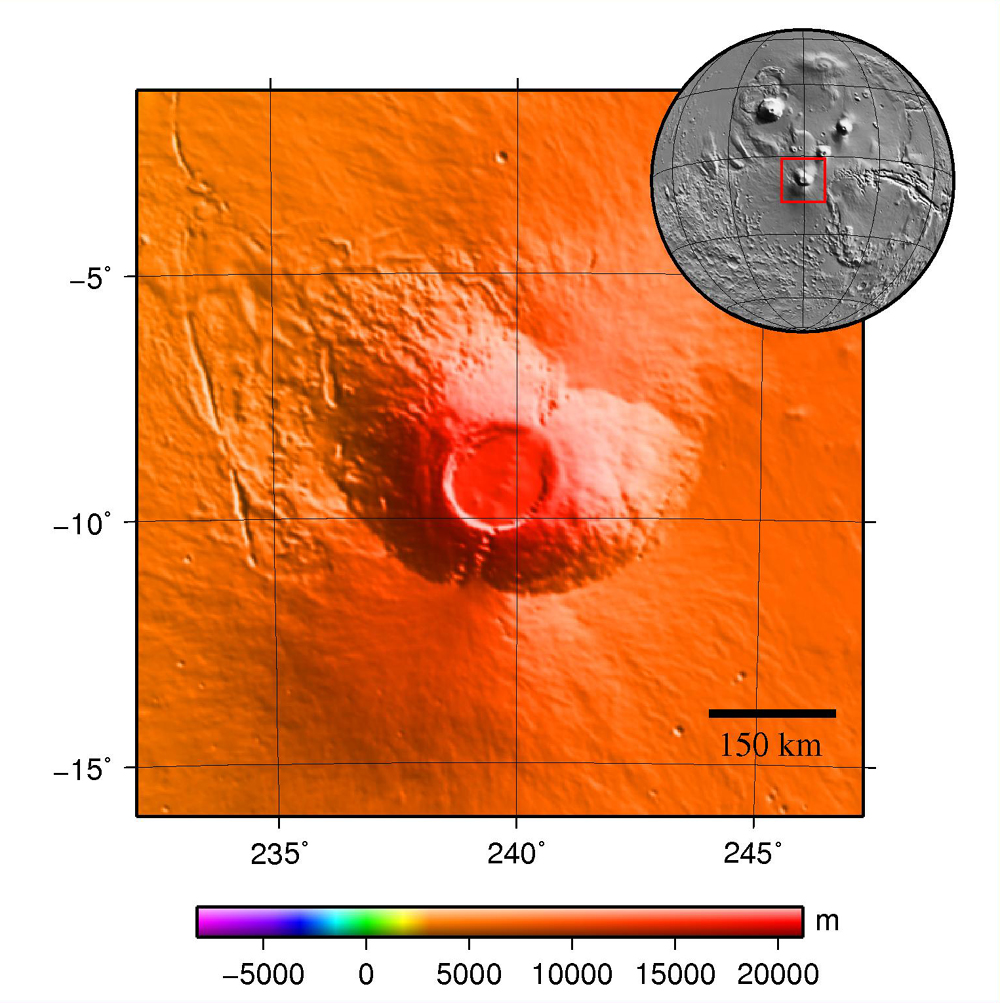
Топографічна мапа Arsia Mons

Діаметр вулкана становить 435 км, висота — майже 20 км (більш як на 9 км вище від навколишніх рівнин), а ширина кальдери на вершині становить приблизно 110 км. Атмосферний тиск на вершині — нижче 107 паскалів. Не рахуючи Olympus Mons, Arsia Mons є найбільшим вулканом за об'ємом. Його об'єм — 30 разів більший за об'єм Мауна-Лоа на Гаваях — найбільшого вулкана на Землі.
Кальдера на вершині Arsia Mons утворилася, коли гора стала западатися всередину після того, як її резервуар магми спорожнився. На схилах вулкана є багато інших геологічних деталей, що мають ознаки западання поверхні Дно кальдери утворилося приблизно 150 мільйонів років тому.
Приблизно з північного сходу на південний захід щит перетинає ряд деталей із ознаками западання поверхні. Ці деталі на щиті поєднуються між собою лінією невеличких щитових вулканів на дні кальдери. Цілком ймовірно, що ця лінія репрезентує значний підземний розлом, подібний до тих, які були виявлені в інших місцях регіону Tharsis. Цей розлом може бути джерелом тієї лави, яка живила вулкан Arsia Mons в минулому.
Зонд Mars Express Європейської космічної агенції виконав надзвичайно деталізовані знімки ділянки вулкана з розломом на південно-західному його схилі. 2004 року була створена 3D-мапа цього регіону у високій роздільній здатності. Стрімчаки, зсуви та численні деталі з ознаками западання поверхні можна розгледіти на цьому деталізованому знімку [Архівовано 29 травня 2004 у Wayback Machine.]. Разом із масштабними потоками лави там, де закінчується розлом, тут можуть перебувати й ділянки, що спричинилися до спустошення кальдери, а згодом — і до западання вершини в новоутворену порожнину.
Північно-західний схил вулкана дуже відрізняється від протилежного, і його поверхня є значно грубішою за поверхню південно-східного схилу, а його деталі, цілком імовірно, можуть являти собою ознаки існування тут льодовика в минулому.

## Ймовірна тектоніка плит

Вигляд Arsia Mons в денний час. Знімок THEMIS.

Три вулкани Tharsis Montes, разом із деякими меншими вулканами на півночі, формують досить-таки пряму лінію. Тому було висловлено припущення, що утворення цих вулканів є результатом тектоніки плит, яка на Землі спричинює утворення ланцюжків переважно невеликих вулканів, відомих як «гарячі точки».

## Погодні умови
Повторюване погодне явище відбувається щороку над вершиною Arsia Mons на початку зимового періоду в південній півкулі планети. Незадовго до того, як починається зима у південній півкулі, сонячне світло нагріває повітря над схилами вулкана. Це повітря піднімається вгору, піднімаючи разом із собою дрібні частинки пилу. Згодом повітря, що піднімається, збивається докупи у єдину масу над кальдерою вулкана, а підняті ним зі схилів вулкана дрібнозернисті відклади утворюють хмару пилу, що рухається за спіраллю та є достатньо густою, аби її можна було побачити з орбіти. Спіралеподібна пилова хмара над Arsia Mons повторюється щороку, однак спостереження, так само як і комп'ютерні підрахунки, свідчать про те, що вона може утворитися лише протягом дуже короткого періоду часу кожного року. Подібних спіралеподібних хмар не помічали над іншими великими вулканами регіону Tharsis, однак на Марсі бачили й інші типи хмар. Спіралеподібна пилова хмара над Arsia Mons може досягати висоти навіть від 15 до 30 км над вершиною.
Дослідження з використанням моделювання глобального клімату виявили, що формація Medusae Fossae могла утворитися з попелу із вулканів Apollinaris Mons, Arsia Mons та, ймовірно, Pavonis Mons.

## Льодовики
Останні дослідження засвідчили, що льодовики могли існувати на Arsia Mons як на високих, так і на низьких висотах. Група паралельних кряжів нагадує морени, що залишаються по льодовиках. Інша ділянка виглядає так, наче лід розтанув під поверхнею, по чому рельєф на поверхні набув вузлуватих рис. Нижня частина вулкана має лопатеподібні ділянки, які виглядають так, наче стікають донизу. Такі ділянки можуть все ще містити льодяну основу, покриту зверху тонким шаром породи, який захищає її від сублімації.

## Ймовірні входи до печер
На основі супутникових знімків схилів Arsia Mons, станом на 2007 рік було ідентифіковано сім гаданих входів до печер. Їм неофіційно надали назви Дена, Хлоя, Венді, Енні, Еббі, Ніккі та Жанна. Вони нагадують «світлові люки», або «дахові вікна», що утворилися шляхом западання верхніх частин лавових тунелів.
- Дена / Dena (6°05′02″ пд. ш. 239°03′40″ сх. д. / 6.084° пд. ш. 239.061° сх. д.)
- Хлоя / Chloë (4°17′46″ пд. ш. 239°11′35″ сх. д. / 4.296° пд. ш. 239.193° сх. д.)
- Венді / Wendy (8°05′56″ пд. ш. 240°14′31″ сх. д. / 8.099° пд. ш. 240.242° сх. д.)
- Енні / Annie (6°16′01″ пд. ш. 240°00′18″ сх. д. / 6.267° пд. ш. 240.005° сх. д.)
- Еббі та Ніккі / Abbey & Nikki (8°29′53″ пд. ш. 240°20′56″ сх. д. / 8.498° пд. ш. 240.349° сх. д.)
- Жанна / Jeanne (5°38′10″ пд. ш. 241°15′32″ сх. д. / 5.636° пд. ш. 241.259° сх. д.)

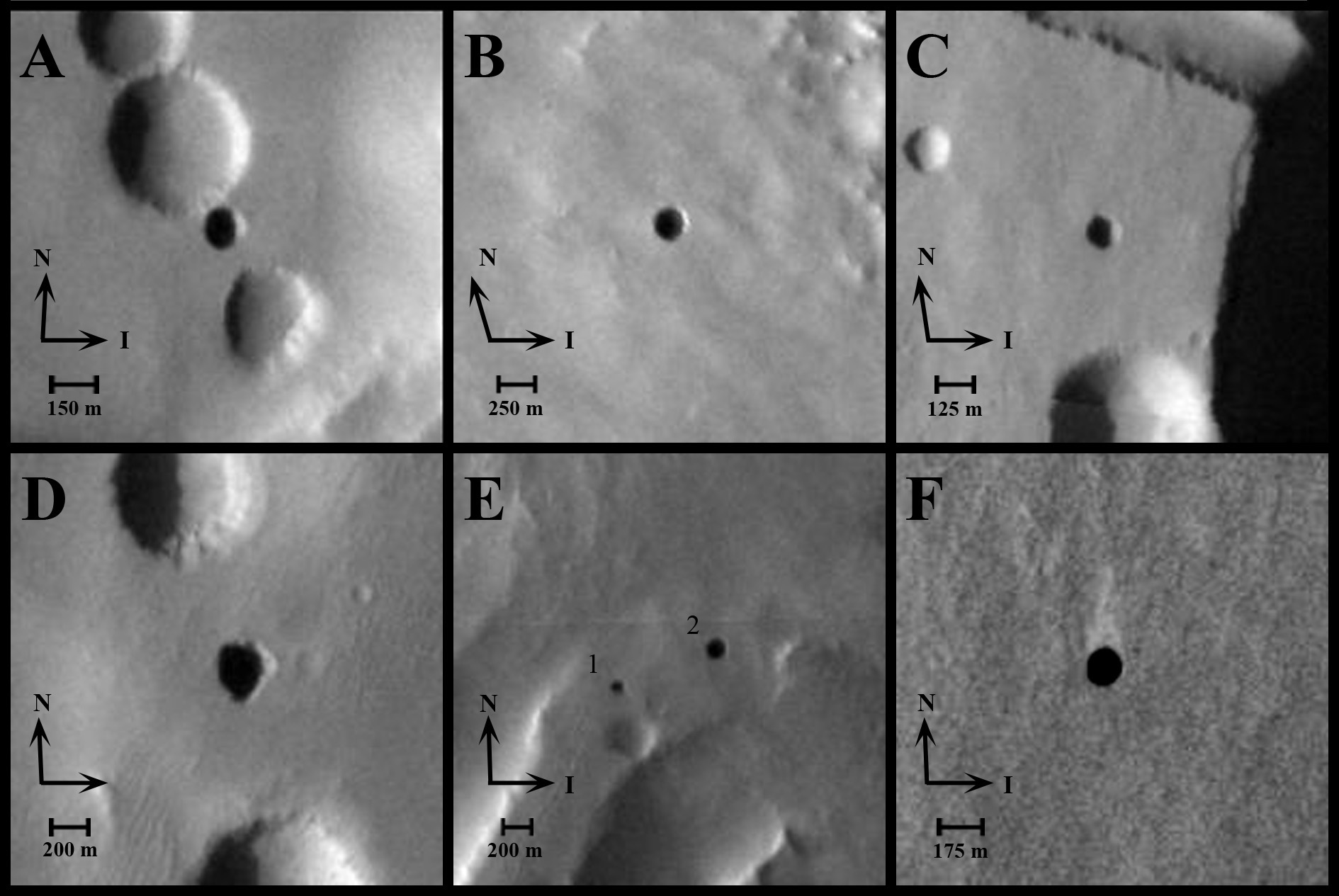
Знімок входів до печер на Марсі, виконаний камерою THEMIS. Западини позначені (A) Дена, (B) Хлоя, (C) Венді, (D) Енні, (E) Еббі (зліва) та Ніккі, та (F) Жанна.

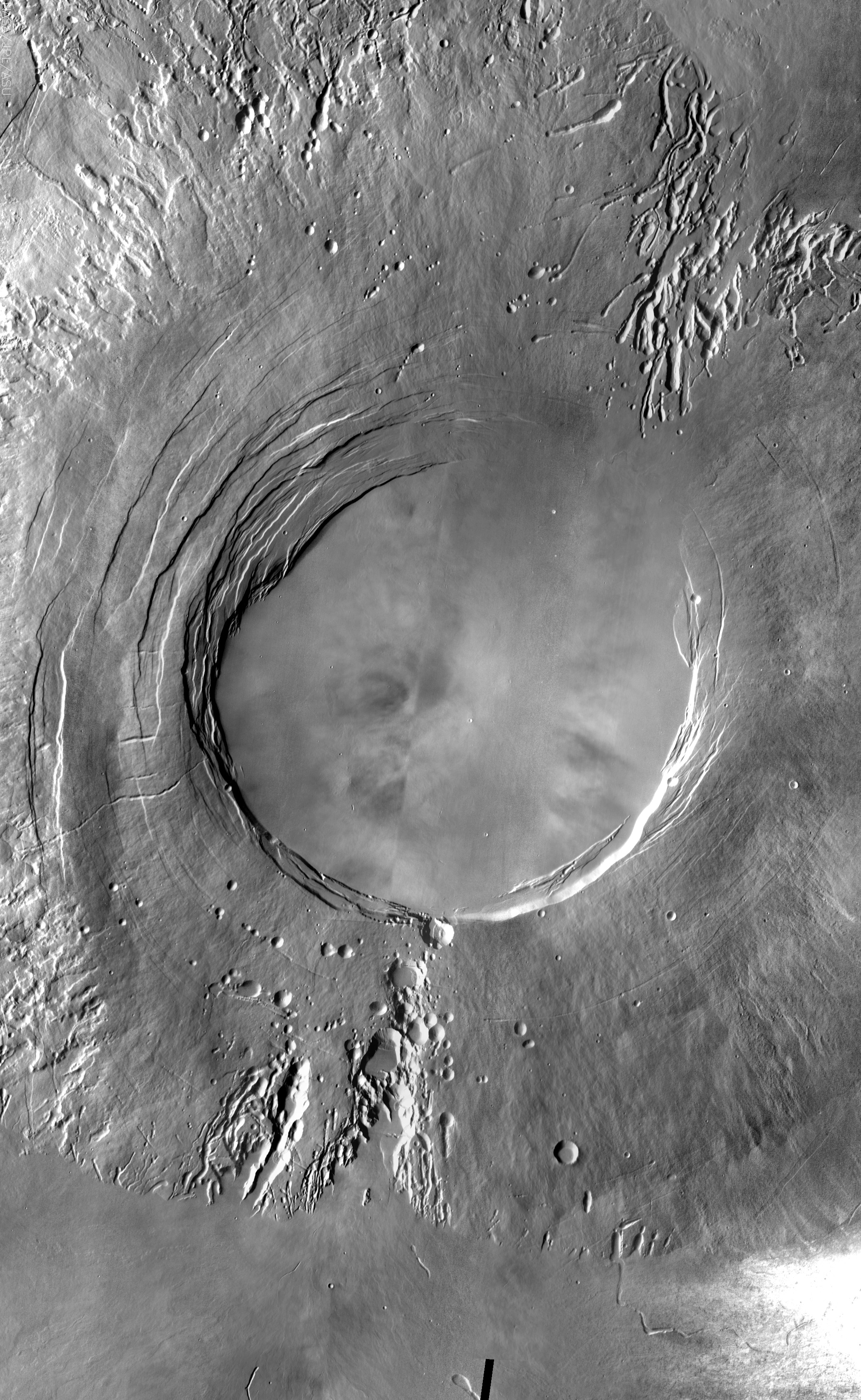
Мозаїка знімків Arsia Mons, виконаних камерою THEMIS.

Від дня до ночі температура в цих округлих отворах змінюється лише на третину від тієї зміни, якої зазнає температура на поверхні навколо отворів. І хоча температура варіюється значно більше ніж у великих печерах на Землі, така зміна цілком узгоджується з твердженням, що ці отвори насправді є досить глибокими проваллями. Проте, зважаючи на розташування їх на значній висоті над датумом, ймовірність того, що в них можуть міститися якісь форми чи ознаки марсіанського життя, є вкрай низькою.
Останні фотознімки одного з таких отворів демонструють бічну стіну отвору, освітлену сонячним світлом, що дозволяє припустити, що цей отвір насправді є просто вертикальним заглибленням, а не входом до значно більшої (ширшої) підземної порожнини. Тим не менш, темрява всередині провалля свідчить про те, що глибина його сягає щонайменше 178 м.

## Згадки в літературі
Південно-західний схил вулкана є місцем розгортання значної частини подій науково-фантастичного роману «Ringclimber». Розділи, в яких описуються ці події, розповідають про експедицію по поверхні південно-західного схилу, а також у них демонструються 2D та 3D карти, створені на основі даних ESA, і використовуються незатверджені, однак цілком відповідні стандартні назви для різних деталей поверхні цього регіону. Експедиція завершується на вершині вулкана, в його кальдері, де її учасники мають змогу споглядати погодне явище, описане вище.
Arsia Mons є місцем розташування міста Магма-Сіті — володіння Адепта Коріел Зет, а також одним із основних місць розгортання подій роману «Mechanicum» серії Warhammer 40 000.

## Галерея
| |
| Arsia Mons, знімок THEMIS. Клацніть на зображенні, аби розгледіти співвідношення Arisia Mons з найближчими вулканами. |

| |
| Arsia Mons та околиці. Мозаїка денних інфрачервоних знімків THEMIS. У північно-західному напрямку від гори простягається у формі віяла гігантський масив вузлуватих відкладів (Arsia Sulci), що утворилися, як вважається, внаслідок давньої гляціації. |

|                                                                             |
| Внизу схилу Arsia Mons у заглибині видно нашарування породи. Знімок HiRISE. |

|                                                        |
| Ймовірний вхід до печери («Жанна») на схилі Arsia Mons |